# 129969 Bradwilliams
129969 Bradwilliams è un asteroide della fascia principale. Scoperto nel 1999, presenta un'orbita caratterizzata da un semiasse maggiore pari a 2,5360039 UA e da un'eccentricità di 0,2789847, inclinata di 5,29478° rispetto all'eclittica.